# European Female
«European Female» — композиция британской рок-группы The Stranglers, написанная всеми четырьмя её участниками (Хью Корнуэлл, Жан-Жак Бёрнел, Дэйв Гринфилд, Джет Блэк) и вошедшая в альбом Feline (1983), где она была озаглавлена «The European Female (In Celebration Of)». Партию ведущего вокала здесь исполняет бас-гитарист Жан-Жак Бёрнел.
Песня «European Female» вышла синглом, став первым релизом группы на Epic Records. Она поднялась до #9 в UK Singles Chart и шесть недель оставалась в первой тридцатке.

## Участники
- Хью Корнуэлл — гитара, вокал
- Жан-Жак Бернел — бас-гитара, вокал
- Дэйв Гринфилд — клавишные, вокал
- Джет Блэк — ударные
- Продюсер — Стив Чёрчьярд
- Микс — Тони Висконти
- Том Уиддалл (англ. Tim Widdall) — дизайн [2]

## Издания
- 1983 — Feline 3:58 Sony Music Distribution
- 1983 — Feline 4:03 Epic
- 2001 — Epic Years 3:58 Sony Music Distribution
- 2003 — Feline/Dreamtime/Aural Sculpture 3:58 Epic
- 2007 — Feline/Aural Sculpture 3:58 Sony Music Distribution
- 1988 — All Live and All of the Night 3:41 Sony Music Distribution
- 1988 — All Live and All of the Night [UK] 3:33 Epic
- 1988 — All Live and All of the Night Epic
- 1990 — Greatest Hits 1977—1990 4:02 Epic
- 1993 — A Kick Up the Eighties, Vol. 10: Perfect 3:59 Oldgold/Im
- 1993 — Absolution 4:00 Alex
- 1993 — Death & Night & Blood 3:30 Castle Music Ltd.
- 1997 — Access All Areas 3:33 Voiceprint Records
- 1997 — Best of the Epic Years [Epic] 4:03 Sony Music Distribution
- 1997 — Friday the Thirteenth [Video] Eagle Rock
- 1997 — Friday the Thirteenth: Live at the Royal Albert Hall Tokuma Records
- 1997 — Friday the Thirteenth: Live at the Royal Albert Hall 3:55 Cleopatra
- 1997 — Live in London 3:27 Rialto
- 1997 — The Hit Me 1977—1991 4:01 EMI Music Distribution
- 1999 — Punk, Proud & Nasty 3:55 Cleopatra
- 2001 — 5 Live 01 3:21 SPV
- 2001 — Epic Years 3:41 Sony Music Distribution
- 2002 — Clubbed to Death: Greatest Hits Remixed 6:44 Stable
- 2002 — Laid Black [Zenith] Zenith
- 2002 — Laid Black 3:25 Universal International
- 2002 — Lies and Deception 3:55 Snapper
- 2002 — Peaches: The Very Best of the Stranglers 4:01 EMI Music
- 2002 — Live N Sleazy 3:53 Import
- 2003 — On Your Radio [Box] 3:53 Sony Music Distribution
- 2003 — Sonic Rock 3:58 Direct Source
- 2005 — Jump Over My Shadow Membran/Ambitions
- 2006 — 80’s [Apace] 4:20 Apace
- 2006 — Very Best of the Stranglers 4:02 BMG International
- 2007 — All Their Hits Alive Music Sessions
- 2007 — The Strangler [Black Box] 3:35 Black Box
- 2008 — The Edge of the 80’s 4:02 BMG[3]